# Santa Maria di Pozzano (Castellammare di Stabia)
La basílica santuari de Santa Maria de Pozzano és una basílica menor i un santuari de Castellammare di Stabia, situat a la frazione de Pozzano, a la zona muntanyosa de la ciutat i pertanyent a l'arquebisbat de Sorrento-Castellammare di Stabia, regida per la parròquia de l'església de l'Esperit Sant. A l'interior es venera el quadre de la Madonna di Pozzano (Mare de Déu de Pozzano), copatrona, juntament amb Sant Catello, de la ciutat d'estabiana.

## Història
La construcció d'una primera església petita, prop del pou on segons la tradició es va trobar miraculosament la pintura de la Madonna di Pozzano, es pot datar cap a principis del segle xv, testimoniada l'any 1419, per alguns privilegis de Joana II de Nàpols. La zona ja era a l'època romana el lloc d'un temple pagà, dedicat a la deessa Diana, com ho demostra una columna de marbre (trobada l'any 1585) després d'un treball d'excavació a l'església i després col·locada al peu d'una creu, situada a una posició panoràmica abans de l'entrada a la basílica.
A partir de l'any 1447, en un període en què la Mare de Déu de Pozzano no gaudia de gran devoció, l'església passà als frares franciscans, que aviat foren expulsats per Ferran I d'Aragó, per consell del rector que els tenia gelos. Poc després, Francesc de Paula, convidat a la cort de Nàpols, de camí cap a Tours, es va aturar en pregària a Pozzano, davant de l'efígie de la Mare de Déu durant tres dies i tres nits. La nova admissió dels frares a l'església fou sancionada oficialment l'any 1506 pel Papa Juli II. En poc temps fou reconstruïda, per ordre del bisbe estabià Antonio Flores i del governador de Nàpols Corrado Ferrante, amb l'ajuda econòmica del Gran Capità Gonzalo Fernández de Córdoba, i es va fer més gan l'església, les obres de la qual van durar des del 1506 fins al 1539. Després es va construir el convent, la sagristia el 1565 i el campanar el 1584.

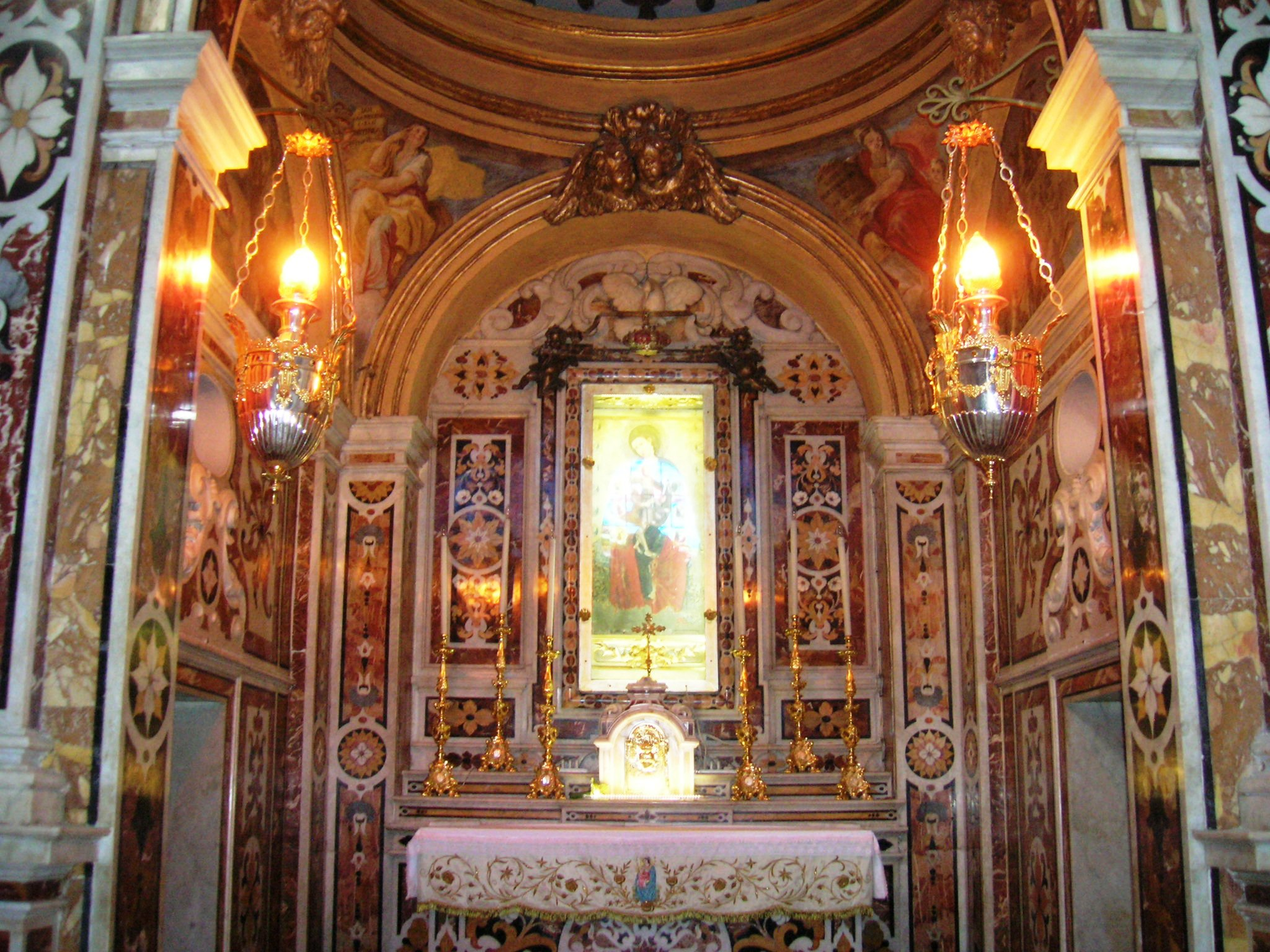
Capella de la Madonna di Pozzano
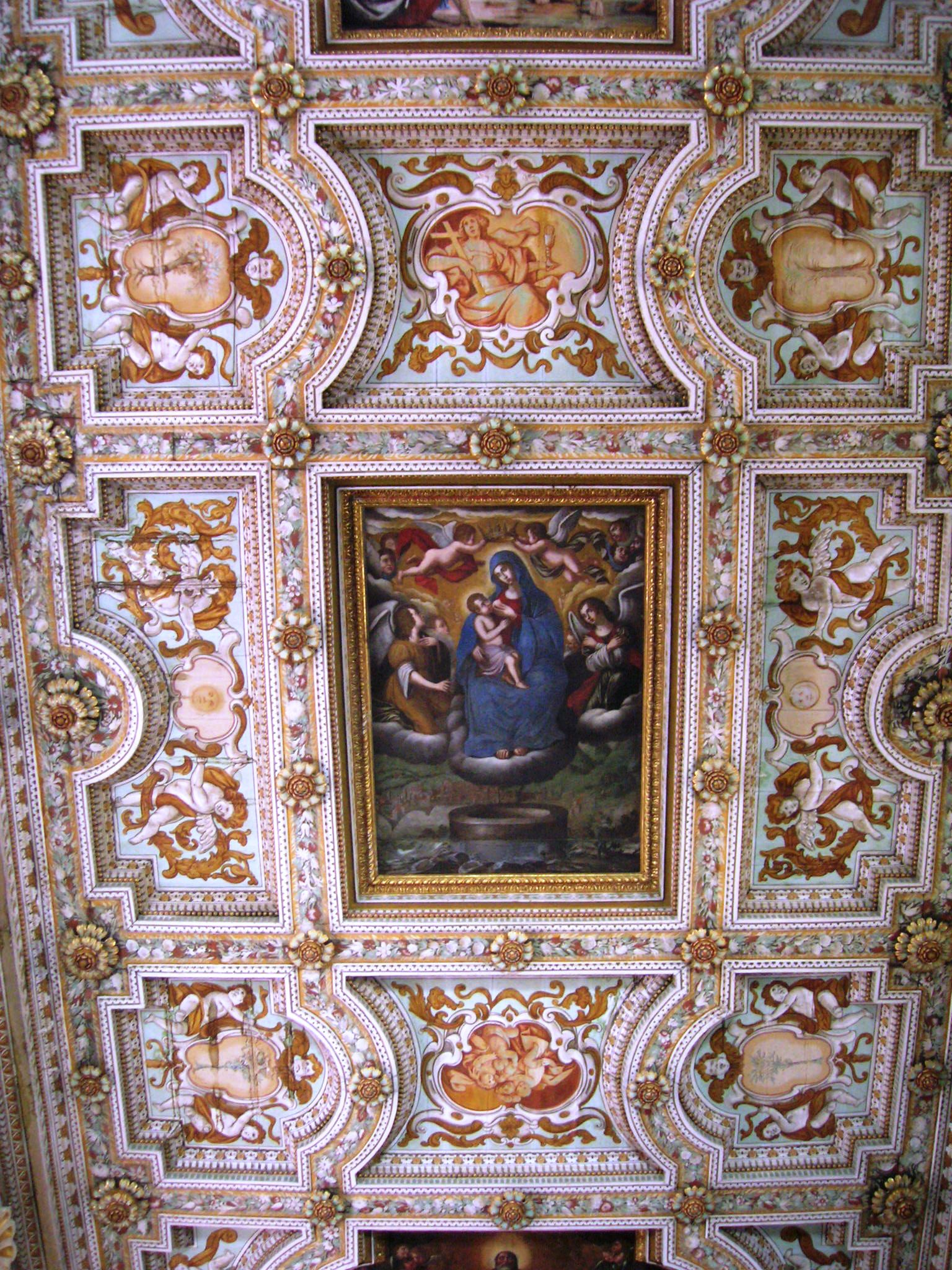
Sostre enteixinat

Durant el segle xviii el santuari va viure l'època de màxima esplendor. L'església va ser ampliada considerablement, es va construir el nou altar major, la capella de Sant Francesc, i la sagristia es va reconstruir l'any 1754. A partir d'un projecte de Luigi Vanvitelli, va ser decorat el sostre principal i els interiors embellits amb nombroses obres d'art d'artistes com Sebastiano Conca, Girolamo Cenatiempo, Giacinto Diano i altres pertanyents a l'escola de Luca Giordano i Raffaello Sanzio.
Al segle xix, amb la supressió de les cases religioses, el santuari va caure en mal estat i no va ser fins al 1895 que els frares van poder tornar a comprar l'església, el convent i l'hort. Mentrestant, la solemne consagració va tenir lloc el 26 de juny de 1874 per monsenyor Saverio Petagna i el 2 de juliol de 1875 es va consagrar el quadre de la Verge.
L'any 1916 l'església va ser elevada al rang de basílica pontifícia pel papa Benet XV. Durant la Primera Guerra Mundial el convent es va convertir en un hospital militar i immediatament després en un orfenat per als fills dels caiguts durant el conflcte, mentre que durant la Segona Guerra Mundial els bombardejos van causar grans danys, tant que, va rebre el suport de l'Estat per a la guerra. L'any 1947 van començar importants reformes, que però van portar a l'enderrocament del claustre que guardava frescos que representaven la vida de sant Francesc. El terratrèmol d'Irpinia de 1980 va tornar a causar danys a tota l'estructura. Van seguir una sèrie de llargues restauracions que van acabar l'any 2006. L'any 1994, al creuer del cor, es van trobar frescos i pintures de Sebastiano Conca.

## Estructura
L'església té una façana senzilla, sobre la qual hi ha tres portals d'entrada (dos laterals més petits, i un de central més gran), caracteritzat per un timpà que sobresurt trencat; la façana acaba amb un timpà triangular i té tant una petita rosassa semblant a una finestra rectangular decorada amb vidre policrom, que representa una creu. L'accés al cementiri es dona per una curta escala de marbre.
A l'interior de la basílica hi ha una creu llatina, de 38 metres de llarg, 13 d'alt i 9 d'ample, amb una nau central molt ampla (construïda l'any 1675, gràcies a l'aportació del municipi d'Estàbia, a partir d'un projecte de Fra Bonaventura dels cistercencs) amb el sostre enteixinat i amb una taula i dos llenços de Michele Regolia, i dues naus estretes; el transsepte dret no existeix i està ocupat per l'altar dedicat a Sant Francesc, mentre que el de l'esquerra està ocupat íntegrament per la capella dedicada a la Madonna di Pozzano. A la part posterior de l'església, al portal d'entrada, hi ha l'orgue. Hi ha vuit capelles laterals, quatre per banda; a la dreta les capelles de Sant Josep, de l'adoració dels Reis Mags, de Santa Anna i del beat Nicolau de Longobardi, mentre que a l'esquerra les capelles de Sant Emidi d'Ascoli, Santa Llúcia, del beat Louis Hultrel i de la Divina Misericòrdia.
L'altar major, construït al 1700 amb marbre policromat i protegit per una balustrada també de marbre és obra dels germans Ragozzino i porta un llenç que representa l'arcàngel Gabriel en l'acte d'escapar dels dimonis, mentre a les dues parets (als laterals) dos llenços que representen la Nativitat i l'empresonament de Sant Jeroni, tots dos fets per Paolo De Matteis. Darrere de l'altar, un cor de fusta en dues fileres de cadirats del cor, que data del segle xvii. Arran del Jubileu de l'any 2000 es va col·locar una nova taula eucarística en marbre, amb capitells del segle xviii, obra de Don Battista Marello. A la part esquerra de l'altar major hi ha la capella dedicada a la verge de Pozzano; el quadre està situat en una mena de petit templet amb cúpula, en el qual està decorat amb frisos i cobert de tuf sicilià, amb colors que van del groc fins al verd, així com peces de nacre i lapislàtzuli. A l'interior hi ha diversos frescos que representen la vida de Maria i el descobriment del quadre. A la resta de la capella, de particular importància, hi ha dues teles que reprodueixen escenes bíbliques, obra de Bernardino Fera. La capella de Sant Francesc de Paula, al costat dret de l'altar major, és d'estil barroc; a l'altar hi ha una estàtua de fusta del sant, la capella de marbre està sostinguda per dues columnes cobertes de flors i en el seu arc hi ha quatre quadres d'estuc ovalats de Cenatiempo.
El 16 de desembre de 1631, durant una erupció del Vesuvi, el pare Bartolomeo Rosa, rector del santuari, va promoure una processó cap a la catedral. De camí, va veure entre les aigües de la mar davant del turó de Pozzano, prop la torre de Portocarello, un Jesús crucificat, però sense creu i quan el va recollir, un raig de sol va esquinçar els núvols de cendra i va il·luminar el cap de Crist, acompanyant-lo durant tota la processó. Al final, durant la benedicció amb el crucifix, va acabar l'erupció. Es calcula que aquella erupció va causar unes 5.000 víctimes a Nàpols, però cap a Castellammare di Stabia. El crucifix es porta en processó durant les celebracions del Divendres Sant.
La sagristia, també anomenada capella del crucifix, ja que alberga un crucifix de fusta trobat l'any 1631, es troba al costat dret de la capella de la Madonna di Pozzano i es va construir l'any 1545 gràcies a les donacions de Francesco Cola de Pozzano i després reconstruït el 1754 sobre un disseny de l'arquitecte Luigi Vanvitelli. Es tracta d'una gran sala rectangular, els murs laterals de la qual estan dividits per pilastres que acaben amb capitells i entaulaments barrocs; els murs estan adornats amb tres grans pintures (de 6 metres d'alçada per 8 de llarg), totes de Sebastiano Conca i que representen la troballa del crucifix entre les ones de la mar. La sagristia té vuit portes que donen tant a l'església, al convent i al cor i quatre finestres, dues de les quals falses, per tal d'assegurar una lluminositat sufoguda. A l'altar major, en un reliquiari adornat amb amorets, es troba el crucifix. El sostre té una pintura circular, que representa l'apoteosi de Sant Francesc de Paola, de 1769, de Giacinto Diano.
A la cripta, a la qual s'accedeix per una escala des de la nau central, es conserva el pou on es va trobar la pintura de la Mare de Déu. Es va construir immediatament després de la creació de la primera església i estava dedicada a la Mare de Déu del Carme. A l'interior descansaven les restes de personalitats destacades de la vila d'Estàbia. Va ser reconstruïda a principis del segle xx i consagrada el 24 d'abril de 1904. L'altar major, donat pel papa Pius X, està coronat per un baix relleu del 1500 que representa la Mare de Déu del Carme amb als seus peus les ànimes al purgatori, que demanen l'alliberament de les flames eternes. En una altra sala de l'hipogeu es conserven les restes d'alguns caiguts de la Primera Guerra Mundial.
El campanar va ser construït l'any 1585, per ser utilitzat tant com a campanar com a torre de vigilància per avisar l'arribada dels sarraïns, assaltants de la zona. De 33 metres d'alçada, la part baixa és de planta quadrada, mentre que la part del campanar és octogonal, coronada per un merlet. Al centre hi ha un rellotge de majòlica celeste.